# 林神社 (所沢市)
林神社（はやしじんじゃ）は、埼玉県所沢市の神社。

## 歴史
『神社明細帳』によれば、天正年間（1573年 - 1592年）に創建され、1654年（承応3年）に再建されたとしている。一方、当社の古文書によれば、天文年間（1532年 - 1555年）に武田氏の一族である「田中七郎左衛門」が創建し、1654年（承応3年）に代官の今井氏が土地を寄進したという。
当初は「重殿（じゅうどの）神社」と称していた。明治初期に「十代（じゅうだい）神社」に改称し、1872年（明治5年）、近代社格制度に基づく「村社」に列せられた。
1907年（明治40年）の神社合祀により、周辺の2社を合祀し、その際に地名を採って「林神社」に改称した。
当社の所在地である「林」は、武蔵国入間郡林村に由来し、村内に林が多かったのが起源である。当社の境内もかつては鬱蒼とした鎮守の森に覆われていた。現在も以前ほどではないが木々が生い茂っている。

## 交通アクセス
- 路線バス南矢荻停留所より徒歩20分。